# Chile 672
Chile 672 és una pel·lícula argentina dirigida per Franco Verdoia i Pablo Bardauil sobre un guió escrit per aquest últim que va ser estrenada en Buenos Aires el 30 de novembre de 2006. És un drama la trama del qual està formada per les històries de diverses persones que habiten un mateix edifici.

## Repartiment
- José Luis Alfonzo... Nelson Infanti
- Hossana Ricón ... Macarena
- María Lorenzutti ... Malena Marlene
- Lito Cruz... Carlos Márquez
- Erica Rivas... Silvia Locatti
- Patricia Camponovo ... Simona Innocenti
- Oscar Alegre ... Emir
- Gonzalo Arguimbau ... Jorge
- Alejandro Bardauil ... Veí a l'assemblea
- Pablo Bardauil... Santiago
- Dora Baret... Mare Silvia
- Alejandra Bernasconi ... Veïna de l'assemblea
- Héctor Bidonde... Pare Silva
- Gustavo Bohm ... Utilero
- Paulo Brunetti... Osmar
- Susana Bueno ... Vedette
- Federico Busso ... Assistent
- Gloria Carrá... Reyna
- Ludmila Fincik	... 	Sol
- Vera Fogwill... Infermera
- Ana María Castel	... 	Nelly
- Gabriel Serenelli	... 	Joaquín
- Andrea Goldberg	... 	Ethel
- Miguel Habud	... 	Gebriel
- Gabriela Hendler	... 	Mare de nens
- Carolina Papaleo	... 	Paz
- Florencia Peña	... 	Flopi
- Carlos Portaluppi	... 	Cámara
- Alejandra Rubio	... 	Bibliotecària
- Adriana Salonia	... 	Ada
- Franco Tirri	... 	Román
- Adolfo Yanelli	... 	Amo Cabaret

## Sinopsi
La pel·lícula gira entorn de la història de diverses persones que viuen en l'edifici del carrer Chile 672 situat en San Telmo, un barri de Buenos Aires amb moltes cases antigues. Una d'elles es refereix a un taxista amb conflictes en el seu matrimoni -Nelson Infanti (José Luis Alfonzo) que teixeix un vincle amb Macarena (Hossana Ricón), una nena de 9 anys a la que porta a l'escola tots els matins. Una altra és l'actriu Malena Marlene (Maria Lorenzutti), una dona molt preparada que tracta de recobrar la fama que tenia en la seva professió abans de caure en una prolongada depressió. Després està la jove sexualment reprimida, filla d'evangelistes, òrfena, Silvia Locatti (Erica Rivas) preocupada per les seves oracions i pel seu conill amb qui parla i alimenta, que escolta els gemecs que li arriben des del departament veí creant, diu Bardauil, "una història de repulsió i atracció d'una noia que es torna boja perquè se li ajunten una sèrie d'estímuls que ataquen el que ella més reprimeix" i una italiana origen dels gemecs -Simona Innocenti (Patricia Camponovo) desprejuiciada i amb problemes econòmics que a més deu anys d'expenses, a qui una veïna vol fer desallotjar de l'edifici per a això està recol·lectant signatures a qui, diu Verdoia, "se la jutja des d'un lloc de molt de prejudici, perquè en realitat no és del tot una prostituta. Ella és el fil conductor. Els veïns saben poc d'ella, només per enraonies."
En tant es pronostica que ocorrerà una tempesta a la ciutat, unes altres arribaran a la vida dels personatges. Malena sap que tindrà dificultats en el seu retorn però a penes sospita el que li succeirà. Tampoc Silvia sospita les pertorbacions que portaran a la seva vida el so d'aquests inquietants gemecs que li arriben del departament veí ni la insistència del jove que concorre a la biblioteca on treballa.

## Producció

### Sorgiment de la idea
Un grup d'actrius -Erica Rivas, Patricia Camponovo i María Lorenzutti- que estudiaven amb el director i professor de teatre -Augusto Fernandes que es reunien per a assajar i fer exercicis van tenir la idea de fer una obra, per la qual cosa van cridar Pablo Bardauil, espòs de Lorenzutti, perquè s'unís al grup i van començar a assajar. Bardauil va elaborar el guió i quan la persona que anava a realitzar la direcció del projecte se'n va apartar van decidir que s'encarregués de la direcció d'actors amb la col·laboració de Franco Verdoia.

### El lloc de filmació
L'elaboració del projecte havia començat amb el disseny dels quatre personatges i després calia determinar on es relacionaven; aquí va sorgir la idea que anessin veïns d'un edifici i. a continuació, la que aquest edifici fos el de Chile 672 que era on habitaven en la realitat Bardauil i Lorenzutti i on es feien les reunions d'assaig.
Van començar a filmar en el seu departament de 89 metres quadrats: un passadís d'entrada, un living gran, dos quarts, la cuina i el bany. Per a això van haver de buidar-ho i treure tots els mobles fora. La butaca estava en el pallier, els tachos de llums, les càmeres i equips ocupaven tot. Van viure entre decorats, en un set de filmació. Diu Lorenzutti: "durant molt de temps jo tornava de treballar i m'anava directe a l'habitació. Habitació-cuina-labavo i res més."
Llavors van obtenir el permís dels veïns, van llogar uns departaments buits, van usar l'ascensor, el palier i el front i fins i tot van fer participar en escenes del film a alguns d'aquests veïns, en una mescla de realitat i ficció, i va ser així que en l'assemblea del consorci que tanca la pel·lícula eren tots veïns veritables.

### Participacions especials
Com els actors principals no eren coneguts, es va buscar fer participar uns altres que sí que ho eren, i va ser així que van incorporar les actuacions de Dora Baret, Héctor Bidonde i Lito Cruz.i les participacions especials de Gloria Carrá, Miguel Habud, Carolina Papaleo, Florència Peña, Adriana Salonia, entre d'altres.

### Finançament de la pel·lícula
La filmació es va fer en el 2001, el rodatge va durar dos anys i per dificultats econòmiques la pel·lícula es va acabar cinc anys més tard. Lorenzutti i Bardouil van posar diners propis i de familiars, a més van vendre un acte i van demanar un préstec. L'Instituto Nacional de Cine y Artes Audiovisuales (INCAA) va aportar un préstec molt temps després d'haver acabat la pel·lícula però la pel·lícula va poder fer-se perquè els actors van acceptar filmar sense saber quan anaven a cobrar. Pot dir-se que el personatge de "Malena Marlene els identifica perquè implica tot el que van patir per a poder arribar; és una metàfora de l'esforç d'un munt de persones. La pel·lícula és el final feliç d'una història d'amor a l'actuació, molt més feliç que el dels quatre personatges."

## Exhibició en festivals
La pel·lícula es va estrenar al Festival del Cinema de Roma el 14 d'octubre de 2006 i va ser exhibida en diversos festivals, entre ells el Festival de Cinema Llatinoamericà de Londres, el Festival Internacional de Cinema de Goa, l'Índia, el Festival Internacional de Cinema de Mannheim-Heidelberg, Alemanya i el Festival Internacional de Cinema de Mar del Plata de 2006.

## Premis
| Festival o entitat                               | Premi                                                       |
| ------------------------------------------------ | ----------------------------------------------------------- |
| Fondo Nacional de las Artes                      | Primer premi al millor guió en 2004                         |
| XXI Festival Llatinoamericà de Triestre          | Primer premi al millor guió                                 |
| 17è Festival Iberoamericana de Ceará (el Brasil) | Primer premi al millor guió                                 |
| 6è Tandil Cinema                                 | Premi Sentinella a Erica Rivas a la millor actriu           |
| Premis Còndor de Plata                           | María Lorenzutti candidata al premi a la revelació femenina |
| Festival de Cinema de Bogotà                     | Esment d'honor del jurat per a la pel·lícula                |
| XIII Mostra de Cinema Llatinoamericà de Lleida   | Premi a la millor opera prima                               |